# Glenmorangie
Glenmorangie (рус. Гленморанджи, произносится с ударением на «о» слушатьо файле) — винокурня в Шотландии, одна из самых маленьких в регионе. Завод специализируется на производстве односолодового виски.

Логотип Glenmorangie

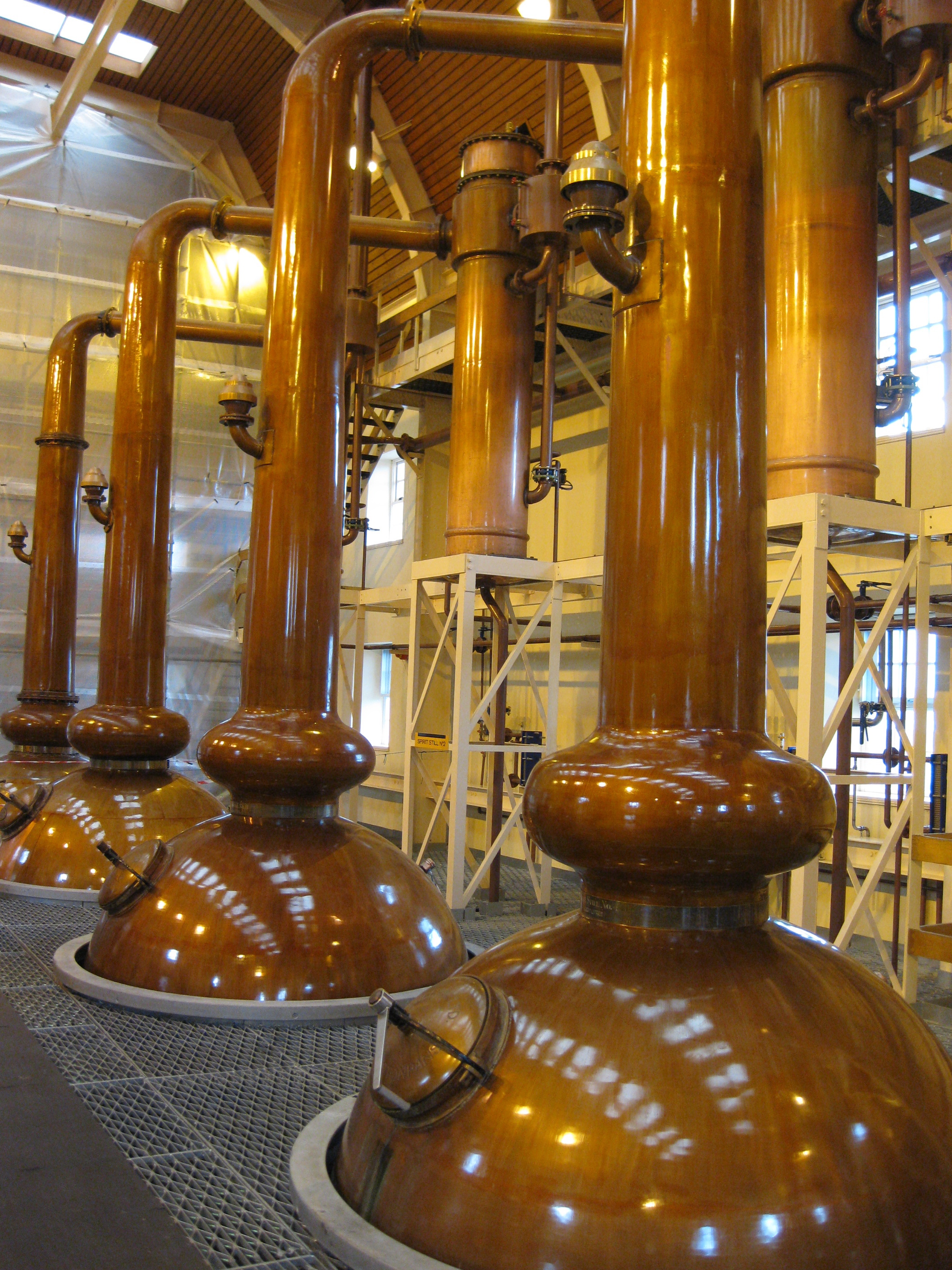
Винокурня Glenmorangie, 2010

Название места, где находится винокурня, происходит от кельтского Gleann Mòr na Sìth «глен спокойствия» или от Gleann Mór-innse «глен больших лугов» (в споре с участием британской Комиссии по рекламным стандартам в 2003 году компании удалось отстоять версию про «долину спокойствия» из рекламного слогана).
Винокурня принадлежит компании The Glenmorangie Company Ltd, которая также владеет винокурней Ardbeg Distillery и The Scotch Malt Whisky Society. Компания The Glenmorangie Company Ltd, в свою очередь, принадлежит холдингу LVMH.
Винокурня известна тем, что на ней установлены самые высокие в Шотландии перегонные аппараты (высота 5,14 метров, 6 футов и 10 1/4 дюймов), в которых до вершины медной горловины доходят только самые лёгкие и чистые пары. В результате виски Glenmorangie получается очень лёгким.
Логотип винокурни - это фрагмент орнамента с исторического камня из Хилтона в Кадболле.

## Виды виски
- Glenmorangie The Original
- Glenmorangie Quinta Ruban
- Glenmorangie 18 Year Old Prestige
- Glenmorangie Pride 1974 Prestige
- Glenmorangie Milsean Private Edition
- Glenmorangie Finealta Private Edition
- Glenmorangie Astar Limited Edition
- Glenmorangie Dornoch Limited Edition
- Glenmorangie Tarlogan Legends Collection
- Glenmorangie Tayne Legends Collection

Все виды виски Glenmorangie имеют золотистый цвет и ярко выраженный сладковатый аромат.